# Serhij Pavlovytsj Baltatsja
Serhij Pavlovytsj Baltatsja (Oekraïens: Сергій Павлович Балтача, Russisch: Сергей Павлович Балтача) (Marioepol, 17 februari 1958) is een voormalig Oekraïense profvoetballer. Toen hij als speler actief was werd zijn naam nog in het Russisch geschreven als Sergej Baltatsja.

## Biografie
Baltatsja startte zijn carrière als jeugdspeler bij Metalist Charkov. In 1976 begon hij zijn professionele carrière bij Dynamo Kiev. Hij speelde hier 12 seizoenen (245 wedstrijden). In 1986 won hij met de club de Europacup II. In 1988 verhuisde hij voor 2 seizoenen naar Ipswich Town. Na 1990 sloot hij zijn voetbalcarrière af bij de Schotse clubs St. Johnstone FC en Inverness Caledonian Thistle FC. Zijn zoon Sergej Jr. (1979) werd ook profvoetballer. Hij speelde onder meer bij St. Mirren. Zijn dochter Elena Baltacha (1983-2014) was een professioneel tennisspeelster.

## Voetbalelftal van de Sovjet-Unie
Baltatsja speelde 45 wedstrijden voor de Sovjet-Unie en scoorde hierin 2 keer. Hij was aanwezig op het WK 1982 en het EK 1988.
1 Dasajev ·
2 Soelakvelidze ·
3 Tsjivadze  ·
4 Chidijatoellin ·
5 Baltatsja ·
6 Demjanenko ·
7 Sjengelia ·
8 Bezsonov ·
9 Gavrilov ·
10 Hovhannesjan ·
11 Blochin ·
12 Bal ·
13 Daraselia · 
14 Borowski ·
15 Andrejev ·
16 Rodionov ·
17 Boerjak ·
18 Soesloparov ·
19 Jevtoesjenko ·
20 Romantsev ·
21 Viktor Tsjanov ·
22 Vjatsjeslav Tsjanov ·
Coach: Beskov
1 Dasajev  ·
2 Bezsonov ·
3 Chidijatoellin ·
4 Koeznetsov ·
5 Demjanenko ·
6 Rats ·
7 Alejnikaw ·
8 Lytovtsjenko ·
9 Zavarov ·
10 Protasov ·
11 Bilanov ·
12 Visjnevskji ·
13 Soelakvelidze ·
14 Soekristov ·
15 Mychajlytsjenko ·
16 Tsjanov ·
17 Dmitrijev ·
18 Hotsmanov ·
19 Baltatsja ·
20 Pasoelko ·
Coach: Lobanovskyj